# William Makeham
William Matthew Makeham (ur. 1826, zm. 1891) – angielski statystyk, matematyk i aktuariusz. Współtwórca (razem z Benjaminem Gompertzem)  prawa umieralności Makehama-Gompertza, teoretycznego modelu umieralności w populacji stworzonego na potrzeby nauk aktuarialnych.